# Pegesimallus rubrifemoratus
Pegesimallus rubrifemoratus là một loài ruồi trong họ Asilidae. Pegesimallus rubrifemoratus được Bromley miêu tả năm 1935.